# Moambe

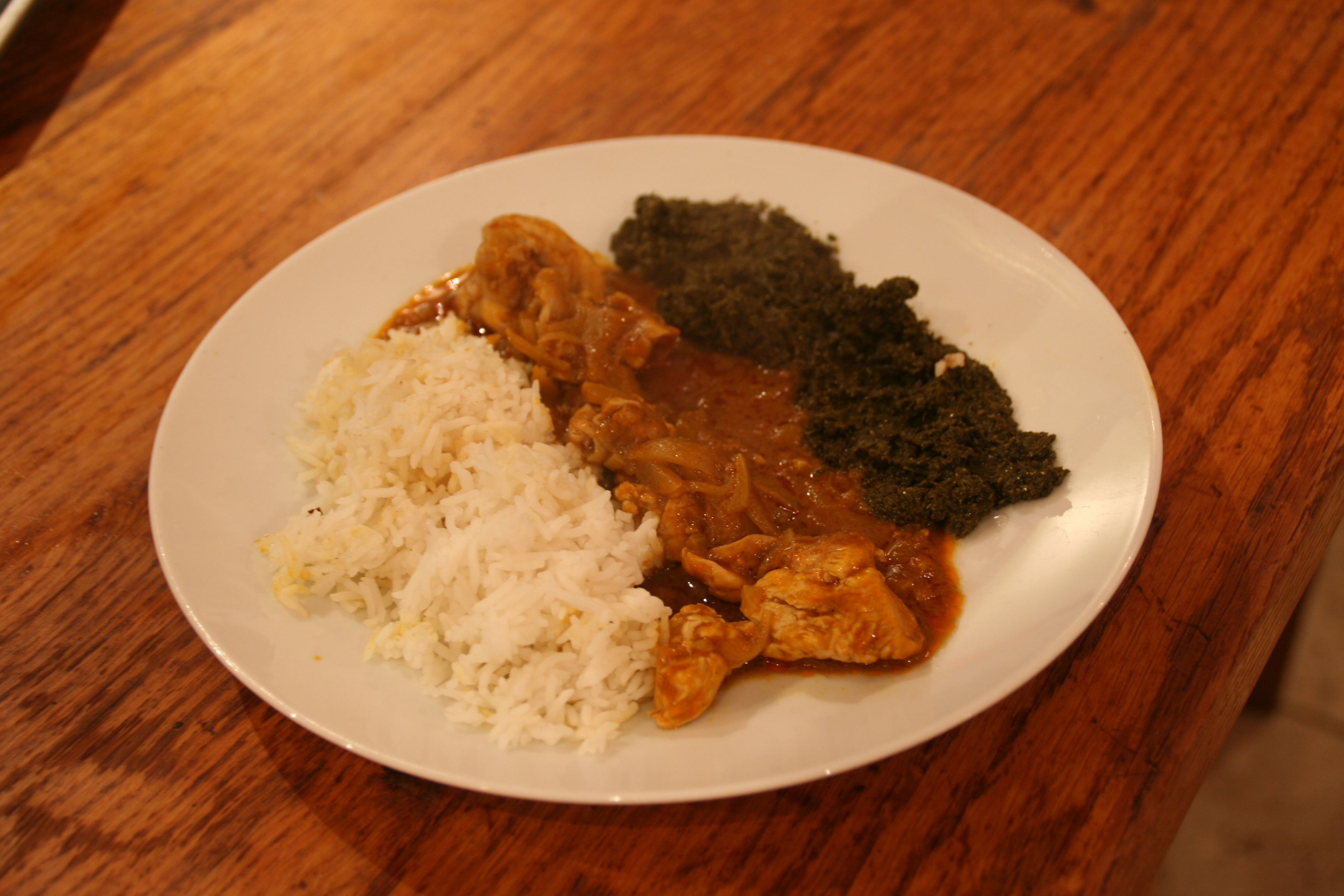
Moambé mit Hühnerfleisch und Reis

Moambé ist eine würzige Sauce aus Erdnüssen und Palmöl, die in Eintöpfen der zentralafrikanischen Küche verwendet wird.

## Wortherkunft
Das Wort Moambé wird gelegentlich von dem Wort mwambe abgeleitet, das auf Lingala acht bedeutet. Wahrscheinlicher ist es jedoch, dass Moambé von mwamba Palmbutter herleitet.

## Moambé als Nationalgericht
In vier Ländern wird Hühnerfleisch mit Moambé als Nationalgericht betrachtet, nämlich in der Republik Kongo als Mwambe oder Moambé, in Gabun als Poulet au Nyembwe oder Poulet au Gnemboue, in westlichen Teilen der Demokratischen Republik Kongo als Mwambi oder Mwambe und in Angola als Muamba.